# The X Factor (Australia)
The X Factor es un reality musical de la televisión australiana, basado en la versión original británica de la serie, que se encarga de encontrar nuevos talentos. La primera temporada del show fue emitida de febrero a mayo, y la segunda temporada comenzó a ser emitido desde julio/agosto hasta su final en octubre/noviembre. The X Factor es producido por FremantleMedia Australia, y es actualmente emitido por Seven Network. El título "X Factor" se refiere al talento para el canto y el escenario, aquello que convierte a un artista en "único" y con "calidad de estrella". Network Ten obtuvo los derechos para The X Factor en 2005, pero abandonó la emisión del show luego de la primera temporada, producto de bajas audiencias. En 2010, Seven Network ganó una larga batalla para conseguir los derechos del show, y una segunda temporada comenzó a ser producida. The X Factor fue renovado luego de que un exitoso Australian Idol dejara de ser emitido por Network Ten. Se emite además en Nueva Zelanda por TV3. Dos temporadas de The Xtra Factor fueron emitidas por Network Ten en 2005 y 7Two en 2010. Este mini show no fue renovado luego de 2011.
El panel original de jueces estuvo compuesto por Mark Holden, Kate Ceberan], y John Reid. Cuando el show revivió en 2010, este panel fue reemplazado por Ronan Keating, Natalie Imbruglia, Kyle Sandilands y Guy Sebastian. Imbruglia ySandilands no regresaron para la tercera temporada y fueron reemplazados por Natalie Bassingthwaighte y Mel B. Dannii Minogue y Redfoo se unieron al panel en la quinta temporada como reemplazados de Mel B y Sebastian. Durante las audiciones televisadas de The X Factor, originalmente los aspirantes cantaban en un "cuarto de audiciones" frente a los jueces, pero desde la segunda temporada en adelante, lo hacen en un arena, frente a los jueces y una gran audiencia de público. Aquellos artistas exitosos, avanzan a la siguiente etapa de la competencia, el "campamento" y luego a las llamadas "visitas en las casas", en donde cada jurado reduce su categoría a tres artistas que continuarán hacia los shows en vivo, en donde el público puede votar por sus favoritos, luego de presentaciones individuales de los artistas, cada semana.
Ha habido cinco ganadores hasta la fecha: Random, Altiyan Childs, Reece Mastin, Samantha Jade, y Dami Im. Los ganadores reciben un contrato discográfico con la empresa Sony Music Australia. En la tercera temporada, el ganador recibía además un contrato de representación, y en la cuarta temporada, un auto Nissan Dualis. El sencillo de cada ganador se ha mantenido dentro del top-ten de ARIA Singles Chart, con solamente los sencillos de Mastin, Jade e Im, alcanzando el número 1. Ha habido además numerosos sencillos lanzados por X Factor, pertenecientes a otros concursantes. El show ha recibido varios premios y nominaciones, incluyendo cinco nominaciones a los Logie Award, de los cuales ha ganado uno por Programa de Entretenimiento Más Destacado.

## Historia
The X Factor fue creado por Simon Cowell en el Reino Unido y esta versión está basada en la original británica. Cowell comenzó a expandir la franquicia The X Factor y en 2005, la versión australiana comenzó a ser emitida por Network Ten, la misma emisora del exitoso Australian Idol. Debido a pobres niveles de audiencia, Network Ten dejó de producir y emitir The X Factor luego de su primera temporada.
En 2010, luego de que se completara la séptima y última temporada de Australian Idol, se anunció que Seven Network enfrentó una "dura batalla" contra Nine Network para obtener los derechos de The X Factor, los cual terminó por ganar, para comenzar a producir una segunda temporada. Networks Seven y Nine comenzaron la batalla luego de expresar interés, asistiendo a una conferencia organizada por Cowell. Andrew Backwell, director de producción y desarrollo de Nine Network, y Tim Worner, cabeza de programación de Network Seven, fueron los que asistieron a la conferencia. Cowell quiso que la versión australiana cumpliera con sus "propias especificaciones", y dijo que costaría al menor $20 millones por 21 horas de televisión. The X Factor regresaría en febrero de 2011, pero finalmente regresó en agosto de 2010.

## Formato
The X Factor se caracteriza en primera instancia por buscar e identificar nuevos talentos de canto, además de apariencia, personalidad y actitud para el escenario. También las rutinas de bailar suelen ser muy importantes en varias de las presentaciones. Durante los shows en vivo, los jueces participan como mentores de cada categoría, ayudando a elegir canciones, vestuario y puesta en escena, además de evaluar a los artistas de las categorías restantes. Cada temporada, a cada juez se le asigna una categoría en particular, en la cual será el mentor de tres artistas individualmente. Cada uno de los 12 artistas, cuenta con una cantidad de tiempo de ensayo a solar con su mentor en un estudio. En algunos casos, si un artista no se destaca como solista, los jueces los reúnen en grupo, al considerar que sí tienen potencial como banda.

### Categorías
En la primera temporada, el show estuvo dividido en tres categorías: 16-24s (solistas con edades de entre 16–24), Mayores de 25 (solistas con 25 años y más) y Grupos (incluyendo dúos). Desde la segunda a la cuarta temporada, la categoría correspondiente a 16-24s fue dividida en secciones para mujeres y varones, dando lugar a cuatro categorías: Varones menores de 25, Mujeres menores de 25, Mayores de 25, y Grupos. En la tercera temporada, la edad mínima para ingresar a las categorías de Varones menores de 25 y Mujeres menores de 25, fue establecida en 14. En la quinta temporada, Mayores de 25 fue cambiada a Mayores de 24, estableciendo las edades en la categorías de Varones y Mujeres, entre 14–23.

### Etapada
Hay cinco etapas en la competencia:
- Etapa 1: Audicione abiertas[11] (estas audiciones determinan quienes se presentarán a audicionar frente a los jueces)
- Etapa 2: Audiciones frente a los jueces
- Etapa 3: Super campamento
- Etapa 4: Visitas en las Casas de los jueces
- Etapa 5: Shows en vivo (finales)

### Audiciones
La primera parte de las audiciones se realiza frente a los productores del show, meses antes de que The X Factor sea emitido. Estas nop son emitidas y nadie puede asistir como público. Aquellos aspirantes exitosos son invitador a participar de la segunda y última parte del proceso de audiciones, a ser realizadas frente a los jueces, y a una audiencia de público. Si durante una presentación hay presentes tres jueces, el artista necesita dos votos positivos (tres si hay cuarto jueces presentes) para ganar como mayoría. Estas audiciones son llevadas a cabo en determinadas fechas y locaciones en un cierto número de ciudades dentro de Australia, y son emitidas durante las primeras semanas deThe X Factor. El show está abierto a artistas en forma de solistas, a partir de los 14 años de edad, sin límite superior de edad. Sólo una selección de audiciones frente a los jueces son emitidas, usualmente las mejores, las peores y las más bizarras. Durante la primera temporada de The X Factor, cada artista ingresó a un cuarto frente a los jueces, sin ningún tipo de compañía, ni instrumentos ni música de fondo.

### Super campamento y visitas
Durante la etapa del súper campamento a cada juez se le asigna una de entre cuatro categorías. Es llevado a cabo durante tres días. En las primeras tres temporadas, cada juez recibió 24 artistas, número que debió reducir a 12 al final del segundo día, y a 6 al final del tercero. Cada uno fue asistido por una celebridad invitada, que ayudaría en la selección de los artistas. En la primera temporada, los jueces redujeron sus categorías a cinco, en lugar de seis. Desde la cuarta temporada, los jueces trabajan colectivamente para seleccionar a 24 artistas (seis para cada categoría) para la siguiente etapa, las "visitas", en la cual además descubrirán qué categoría tendrán a cargo. Durante la etapa de las visitas en las casas de los jueces, los artistas se presentan por última vez frente a cada uno de los jueces (de acuerdo al mentor que le corresponda), antes de la selección de los finalistas que avanzan a los shows en vivo. En esta etapa, los jueces reciben ayuda de grandes artistas invitados.

### Shows en vivo
Las finales consisten de dos shows en vivo, el primero correspondiente a las presentaciones de cada artista, y otro que revela los resultados de la votación del público, culminando con una eliminación semanal. Los shows en vivo son llevados a cabo en Fox Studios en Sídney. En la primera temporada, fueron filmados en el Hisense Aren] (ex Vodafone Arena) en Melbourne. En la segunda temporada, los shows en vivo fueron emitidos las noches de domingo y lunes, pero fueron emitidos las noches de lunes y martes en las temporadas tres y cuatro. A partir de la quinta temporada, los shows volvieron a su horario habitual de los domingos y lunes.
En la parte inicial de los shows en vivo, cada artista presenta una canción (dos durante la Semifinal y tres durante la Gran Final) frente a los jueces y una gran audiencia. Cada artista suele grabar un track previamente, y bailarines suelen acompañar a los artistas como parte de la escenografía. Los artistas, en algunas ocasiones, se acompañan a sí mismos con guitarra o piano. En la primera temporada, los artistas elegían realizar la versión de alguna canción pop estándar o algún hit contemporáneo. Mucho de esto, respondía a la idea de que la combinación de artistas-mentores, tenía la libertad de presentar la actuación que quisieran, y en la forma que quisieran, desde el acompañamiento de instrumentos, coros de fondo o bailarines. Desde la segunda temporada, cada show de presentaciones responde a un tema en particular. Cada mentor elige una canción para cada uno de sus artistas, y luego trabaja con ellos, en un intento por perfeccionarlos antes de la presentación final. Una vez que todos los artistas se hayan presentado, las líneas telefónicas se abren para el voto del público, el cual decide quién continúa y quien termina siendo eliminado.
Los resultados son anunciados en otro show al día siguiente, de modo que el público australiano tiene un tiempo determinado para votas. Los dos artistas con la menor cantidad de votos deben volverse a presentar en el "duelo final", y los jueces luego votan, quién de los dos debe quedar eliminado. En la primera temporada, cada artista eliminado respondía a una mayoría de votos negativos, sin la posibilidad de un empate. Con la adición de un cuarto juez, la posibilidad de un empate en los votos de los jueces comenzó a existir.Si se produce un empate, la eliminación se basa en quién de los dos artistas recibió la menor cantidad de votos del púbico. El número de votos de cada artista no es revelado, así como tampoco las posiciones que ocupan cada uno. Los shows de resultados suelen contar además con la presencia de artistas consagrados, realizando presentaciones musicales.

### Luego deThe X Factor
El ganador de The X Factor recibe un contrato de grabación con Sony Music Australia. En la tercera temporada, el ganador recibía además un contrato de representación, y en la cuarta temporada, un auto Nissan Dualis. Otros artistas que ocuparon altos puestos durante la competencia también suelen recibir ofertas para la grabación de sus propios discos, aunque esto no siempre es garantizado. Johnny Ruffo, Young Men Society, The Collective, Jason Owen, Bella Ferraro, Nathaniel Willemse, Third Degree, Taylor Henderson y Jai Waetford son ejemplos de concursantes que formaron parte del show, y que fueron eliminados pero aun así fueron contratados por Sony Music Australia. Christina Parie, otra concursante que no ganó, fue contratada por Warner Music Australia.

## Sumario de temporadas
Concursante en (o mentor de) la categoría "Varones menores de 25" or "Varones menores de 24"

     Concursante en (o mentor de) la categoría "Mujeres menores de 25" o "Mujeres menores de 24"

     Concursante en (o mentor de) la categoría "16-24"

     Concursante en (o mentor de) la categoría "Mayores de 25" o "Mayores de 24"

     Concursante en (o mentor de) la categoría "Grupos"
| Temp | Comienzo             | Final                   | Ganador          | Subcampeón       | 3.er puesto    | Mentor         | Presentador       | Otro presentador(es)                                      | Jueces                                                        |
| ---- | -------------------- | ----------------------- | ---------------- | ---------------- | -------------- | -------------- | ----------------- | --------------------------------------------------------- | ------------------------------------------------------------- |
| 1    | 6 de febrero de 2005 | 15 de mayo de 2005      | Random           | Russell Gooley   | Vince Harder   | Mark Holden    | Daniel MacPherson | Chloe Maxwell (Xtra Factor)                               | Mark Holden Kate Ceberano John Reid                           |
| 2    | 30 de agosto de 2010 | 22 de noviembre de 2010 | Altiyan Childs   | Sally Chatfield  | Andrew Lawson  | Ronan Keating  | Luke Jacobz       | Matthew Newton (audiciones) Natalie Garonzi (Xtra Factor) | Ronan Keating Natalie Imbruglia Guy Sebastian Kyle Sandilands |
| 3    | 29 de agosto de 2011 | 22 de noviembre de 2011 | Reece Mastin     | Andrew Wishart   | Johnny Ruffo   | Guy Sebastian  | Luke Jacobz       | Ninguno                                                   | Ronan Keating Natalie Bassingthwaighte Guy Sebastian Mel B    |
| 4    | 20 de agosto de 2012 | 20 de noviembre de 2012 | Samantha Jade    | Owen             | The Collective | Guy Sebastian  | Luke Jacobz       | Johnny Ruffo (The X Stream)                               | Ronan Keating Natalie Bassingthwaighte Guy Sebastian Mel B    |
| 5    | 29 de julio de 2013  | 28 de octubre de 2013   | Dami Im          | Taylor Henderson | Jai Waetford   | Dannii Minogue | Luke Jacobz       | Ninguno                                                   | Ronan Keating Natalie Bassingthwaighte Redfoo Dannii Minogue  |
| 6    | 13 de julio de 2014  | 20 de octubre de 2014   | Marlisa Punzalan | Dean Ray         | Brothers3      | Ronan Keating  | Luke Jacobz       | Ninguno                                                   | Ronan Keating Natalie Bassingthwaighte Redfoo Dannii Minogue  |